# Wigger
Wigger (eller wigga) är ett nedsättande slangord i engelska språket som i allmänhet betecknar en ung vit person vars klädsel, språk och manér uppfattas som att imitera på ett sätt som anses stereotypt för afroamerikaner. Ordet är ett teleskopord, bildat av engelskans white samt nigger (eller nigga), som anses vara stötande av vissa. Wigger/wigga kan också definieras som "wannabe nigga".
Ordet wigger används särskilt för att beskriva en ung, vit person som försöker efterlikna svarta förebilder inom den svarta kulturen, främst hiphop och gatukultur. Att däremot uppskatta ursprungligen svarta kulturyttringar, som hiphopmusik, innebär inte i sig att vara en wigger.
Vita hiphopare har ibland hamnat i konflikter med både varandra och andra, som ett resultat av diskussioner kring begreppet "wigger". Enligt många är hiphop en "svart musik" (vilket i ett historiskt perspektiv är sant), bland annat så har Eminem flera gånger kallats för wigger eller wigga, vilket han också sjunger om i vissa låtar.
Exempel när termen används i populärkultur inkluderar:
- The Offsprings låt "Pretty Fly (for a White Guy)" handlar om töntiga vita killar som försöker bli coola genom att anamma afroamerikansk gatukultur.[3]
- Eminems låt "The Way I Am" handlar om att han är trött på reportrar och andra som kallar honom "wigger".
- Fredrik Strage beskriver en svensk självbetitlad wigger i ett kapitel av sin bok Mikrofonkåt.